# Himerta bisannulata
Himerta bisannulata là một loài tò vò trong họ Ichneumonidae.